# Nelvana
Nelvana Enterprises Inc. (ранее Nelvana Ltd.) — канадская студия мультипликации и медиакомпания, принадлежащая Corus Entertainment.
Основана в 1971 году. Компания была названа основателями Михелем Хиршем, Патриком Лубером и Клайвом Смитом в честь канадского супергероя, появлявшегося в комиксах, созданного Адрианом Динглом в 1940-х годах. Логотипом компании является белый медведь, смотрящий на Полярную звезду. Большинство фильмов, шоу и специальных фильмов/эпизодов студии сняты преимущественно по детской литературе, но выходят и оригинальные программы, такие как Рюкзак Олли.
Nelvana является международным дистрибьютором шоу канала Nickelodeon: сериала «Таина» и первых пяти сезонов мультсериала «Волшебные покровители». По состоянию на 2001 год, в библиотеке было 1650 накопленных получасовых программ. Компания имеет международные офисы во Франции, Ирландии и Японии.